# Sentier du patrimoine

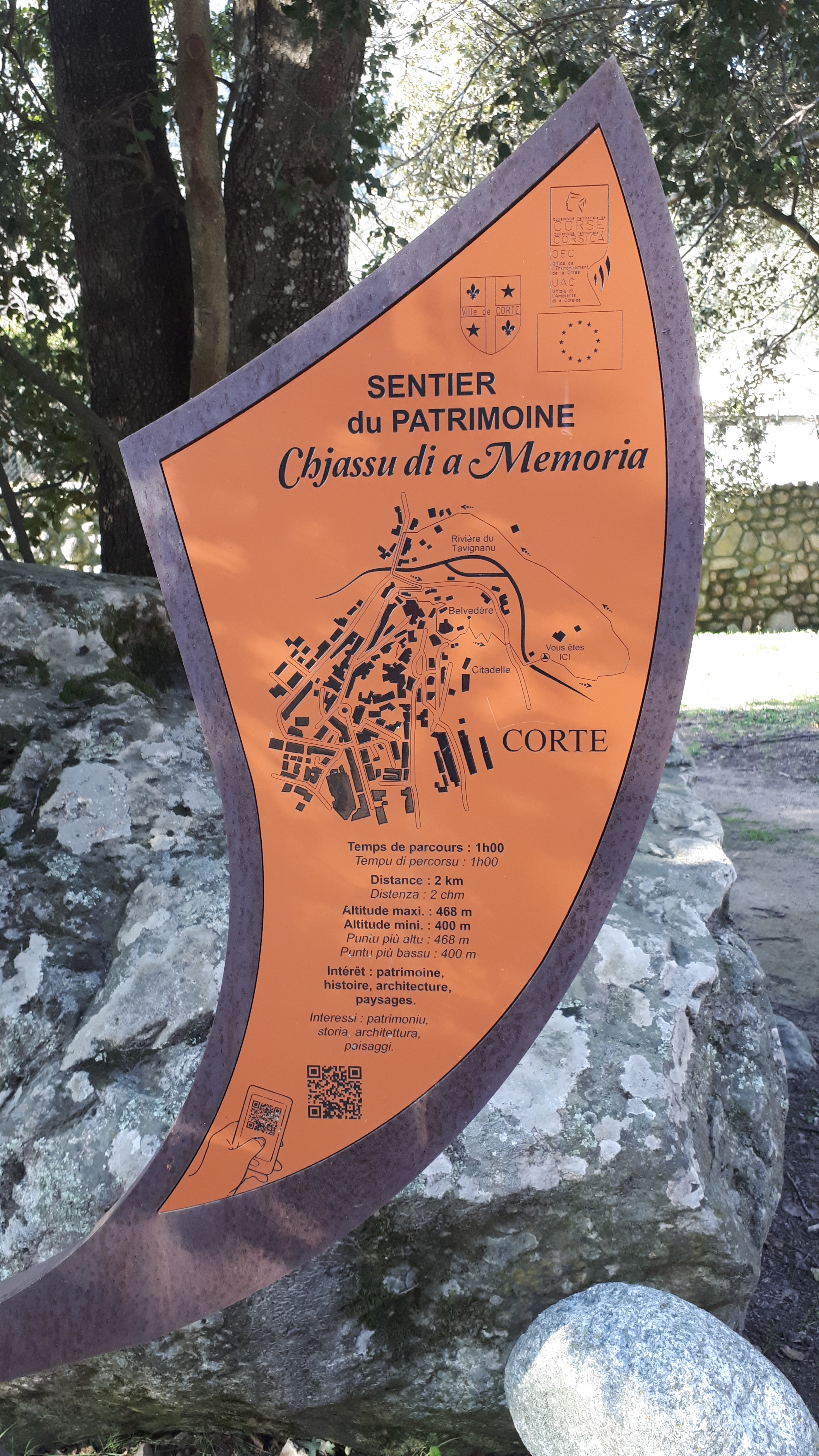
I Chjassu di a Memoria - Stèle de départ du sentier du patrimoine de la ville de Corte dans le département de Haute-Corse.

Les sentiers du patrimoine ou sentiers patrimoniaux sont des sentiers d'interprétation ou de découverte patrimoniale, en balade ou randonnée pédestre, en boucle courte accessible au plus grand nombre. Les sentiers du patrimoine sont axés sur la mise ou la remise en valeur du patrimoine vernaculaire d'un espace de vie historique ancien, proche, souvent presque disparu.

## Contexte
Les zones rurales et naturelles bénéficient d'un patrimoine ethnologique matériel et immatériel. La partie matérielle reste souvent abandonnée voire en ruine mais encore visible. Cette partie matérielle est parfois restaurée afin de remettre en valeur la partie immatériel de des savoir-faire oubliés. La partie immatérielle, pour les savoir-faire, reste en voie de disparition et transmise encore par voie orale et reste intimement liée à la sauvegarde de l'ensemble, par exemple pour un mur de pierres sèches ou un dallage de chemin muletier associé aux savoir-faire de leur restauration.

## Objectifs
L'objectif principal est la sauvegarde et la transmission du patrimoine d'un ainsi que l'amélioration de l'image d'un territoire. Cela peut comprendre une mise en valeur des centres d’intérêts patrimoniaux, historiques, architecturaux ou paysagers.
Pour les randonneurs locaux et touristiques en particulier, cette découverte s’effectue en circuit de randonnée en boucle courte de 1 à 4 km accessible au plus grand nombre.
Pour les acteurs de sa valorisation, c'est un outil de protection, de transmission, de promotion ainsi qu'un outil fédérateur intergénérationnel. Il peut avoir aussi un rôle de développement économique, social et environnemental inscrit dans un développement durable du patrimoine d'une région. La démarche permet d'inscrire les acteurs dans un processus d’acquisition ou ré-acquisition des techniques et savoir-faire de rénovation ou d’entretien du patrimoine.

## Réseaux d'itinéraires

### Europe

#### Rando pour la Culture
Le Réseau Européen de circuits de découverte patrimoniale RandoCulture.eu est un partenariat en appuie de la Commission Européenne composé de trois institutions publiques de trois États membres : Le chef de projet - Office de l’environnement de la Corse (France), le Conseil de Mallorca - Département de l’Environnement de Majorque (Espagne) et la municipalité de Tzoumerka-du-Nord (Grèce).

#### Grand Itinéraire Tyrrhénien commun et transfrontalier
Les projets AccessIT et GrITAccess  sont des projets de coopération transfrontalière qui ont pour objectif la valorisation de parcours culturels de sites archéologiques et de patrimoines communs de l'espace méditerranéen Tyrrhénien. Ce sont des projets de coopération territoriale au niveau européen qui s’inscrit dans le cadre du Programme Opérationnel Italie-France Maritime (POIFM). 
À l’origine, lancé en 2011, AccessIT regroupe 20 organismes compétents sur les territoires des 4 régions transfrontalières formant le territoire de coopération du POIFM 2007-2013 : la Corse, la Ligurie, la Sardaigne et la Toscane.
En 2019, GrITAccess regroupe 15 organismes issus des 5 régions de l’espace transfrontalier formant le territoire de coopération du POIFM 2014-2020 : la Corse, la Ligurie, la Sardaigne, la Toscane ainsi que la Provence-Alpes-Côte-D’azur.

### France

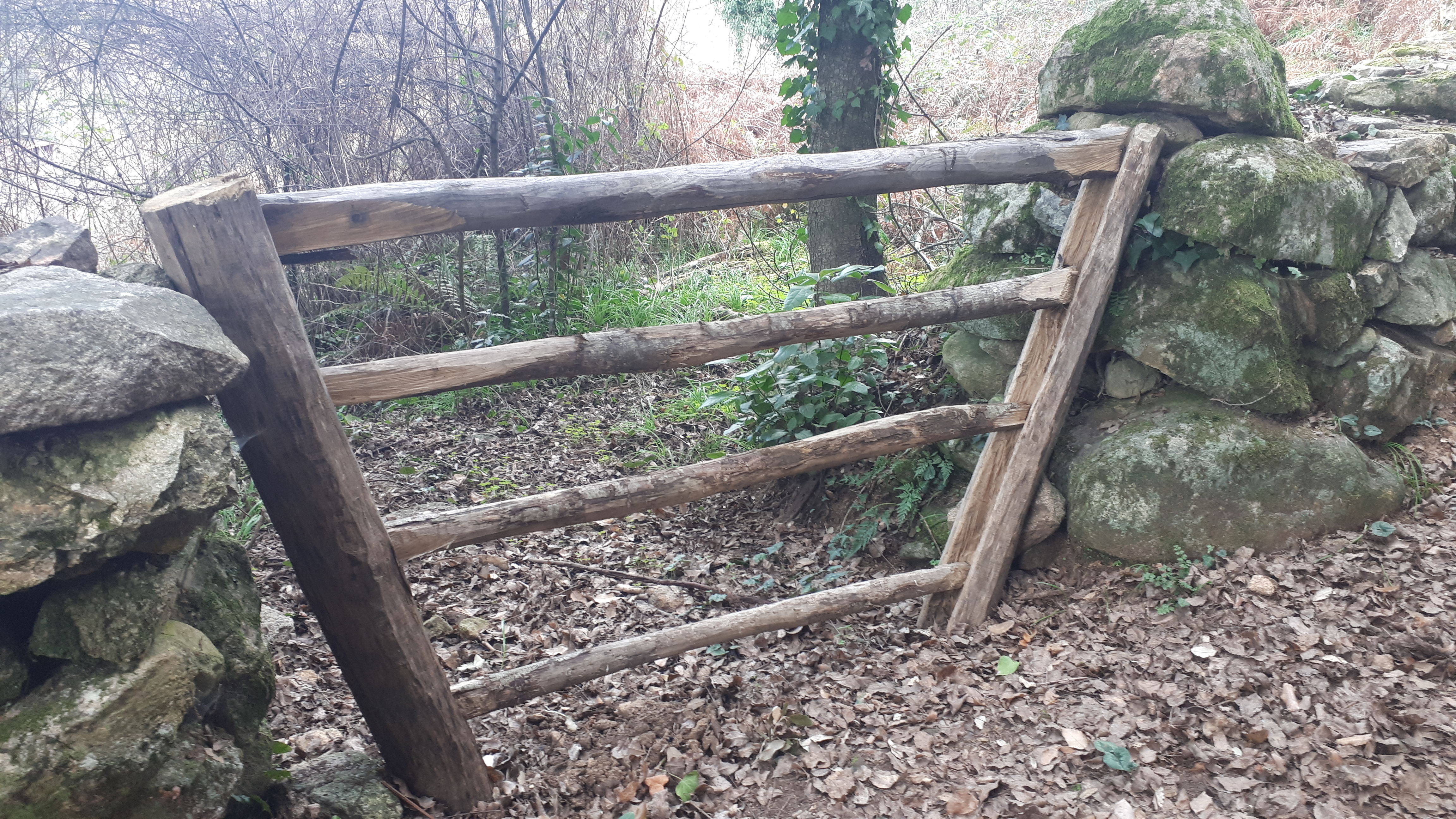
Portillon traditionnel corse en rondin de châtaignier (u Caderu, u Cateri) que l'on retrouve à Vero et Ville-de-Pietrabugno. De conception simple et efficace sur glissière chanfreinée, les barreaux se retirent indépendamment pour passer soi-même dessus ou les animaux en dessous.

#### Corse - I Chjassu di a Memoria
16 villages situés en Haute-Corse et Corse-du-sud bénéficient d'un sentier du patrimoine : Bastelica, Corte, Centre Corse (Poggio-di-Venaco, Casanova, Riventosa), Cuttoli-Corticchiato, Lama, Lumio, Luri, Monacia-d'Aullène, Penta-di-Casinca, Peri, Pioggiola, Sainte-Lucie-de-Tallano, Serra-di-Scopamène, Sorio, Vero et Ville-di-Pietrabugno.